# Spelaren
Spelaren (originaltitel: Игрок, Igrok) är en kortroman från 1867 av Fjodor Dostojevskij. Boken är inspirerad av Dostojevskijs eget spelberoende. Den första svenska utgåvan kom 1888 och har följts av flera olika.

## Bearbetningar
Den ryske tonsättaren Sergej Prokofjev skrev 1915-1917 en opera med samma titel, baserad på romanen. Den hade urpremiär 1929 i Bryssel.

## Svenska översättningar - bibliografi
- Spelaren : roman ur badlifvet. [S.l: s.n.]. 1888. Libris 10429797
- Vid rouletten : berättelse / öfversättning af Frans J. Huss. Stockholm: F. & G. Beijers Bokf.-aktb. 1890. Libris 1622099
- Spelaren : ur en ung mans dagbok /  [efterskrift av Zenta Maurina ; till svenska av Helga Backhoff-Malmquist ]. Levande litteratur, 99-0208799-X. Stockholm: Natur o. kultur. 1959. Libris 1319804
- Vid ruletten / [reviderad av Eva Alexanderson ; med kommentar av Lars Helander ; övers. av Ellen Rydelius ]. Delfinböckerna, 0416-900X ; 208. Stockholm: Aldus/Bonnier. 1966. Libris 1319900
- Spelaren : arma människor / med 52 ill. av N. Aleksejev och L. Podljasskaja ; [övers. av Björn Almroth, Alfred Jensen ]. Niloe-biblioteket. Ryska serien, 99-0417600-0. Uddevalla: Niloe. 1984. Libris 7602713. ISBN 91-7102-130-2
- Spelaren / översättning av Ellen Rydelius ; reviderad av Eva Alexanderson. Fabel pocket, 99-0717267-7 ; 24 ([Ny utg.]). Stockholm: Fabel. 1993. Libris 7668209. ISBN 91-7842-151-9
- Spelaren / översättning: Bengt Samuelson ; efterord: Peter Glas. Lund: Bakhåll. 2003. Libris 8908590. ISBN 91-7742-204-X